# Parc d'État de Dunbar Cave
Le parc d'État de Dunbar Cave est un parc d'État situé près de l'agglomération de Clarksville dans le Tennessee, aux États-Unis. Le parc possède un sentier pédestre, un lac ainsi qu'une grotte. La grotte fut découverte en 1784 par Thomas Dunbar.